# IHeartRadio
iHeartRadio è una piattaforma radio on line di proprietà della iHeartCommunications (precedentemente chiamata Clear Channel Communications), fondata nel 2008 e lanciata tramite il sito iheartmusic.com.

## Storia
Nell'aprile 2008, iHeartRadio è stata lanciata sul sito www.iheartmusic.com, un sito web con intrattenimento, notizie nazionali, contenuti musicali tra cui album, singoli su richiesta e video musicali, così come l'accesso a più di 750 stazioni radio Clear Channel on-line.
Il 7 ottobre 2008, Clear Channel Radio ha lanciato la prima versione dell'applicazione radio in streaming gratis conosciuto come iHeartRadio per Apple iPhone e iPod touch attraverso l'App Store.
Nel 2009, iHeartRadio è stata resa disponibile anche per i dispositivi BlackBerry e il sistema operativo Android.
Nel 2010, iHeartRadio si è estesa ai dispositivi Sonos e nel 2011 alla Xbox 360  e webOS.
Il 20 aprile 2012 è stata lanciata su iPad e l'8 giugno dello stesso anno ha concluso un accordo per diventare proprietaria della Yahoo! Music Radio, precedentemente della CBS Radio.
Il 1º marzo 2013, iHeartRadio è stato aggiunto al ricevitore multimediale digitale Roku.
Nel luglio 2013, iHeartRadio cominciò a trasmettere anche al di fuori degli Stati Uniti, come CHUM-FM e CFBT-FM in Canada e Virgin Radio Dubai, negli Emirati Arabi Uniti.
Il 14 luglio 2013, iHeartRadio viene lanciata in Nuova Zelanda e Australia. Il 24 luglio 2013, iHeartRadio ha inaugurato una nuova funzione: iHeartRadio Talk.
Il 1º maggio 2014, ha organizzato i primi iHeartRadio Music Awards al Shrine Auditorium di Los Angeles.

## iHeartRadio Music Festival
Dal 2011 iHeartRadio organizza un festival musicale annuale, organizzato in due serate.

### 2011
L'edizione del 2011 si è svolta il 23 e 24 settembre, ed è stata descritta come "il più grande evento dal vivo della storia della radio".
Partecipanti: The Black Eyed Peas, Kelly Clarkson, Carrie Underwood, Jane's Addiction, Coldplay, Alicia Keys, Jay-Z, Steven Tyler, Jeff Beck, Nicki Minaj, Nicole Scherzinger, Jennifer Lopez, John Mayer, Kenny Chesney, David Guetta, Lady Gaga, Bruno Mars, Rascal Flatts e Sublime with Rome.
Ospiti: Sting e Usher.

### 2012
L'edizione del 2012 si è svolta il 21 e 22 settembre. Fece molto parlare di sé l'esibizione dei Green Day. Billie Joe Armstrong, infatti, non appena gli fu comunicato (durante l'esibizione stessa) che il tempo per la loro performance sarebbe stato accorciato da 45 a 25 minuti per dar spazio ad Usher, smise immediatamente di suonare il brano Basket Case. A dir poco adirato per essere stato avvisato quando mancava un solo minuto allo scadere del tempo a disposizione, rivolse degli insulti agli organizzatori dell'evento e distrusse la chitarra con la quale stava suonando. Mike Dirnt lo seguì rompendo il suo basso elettrico. Il giorno seguente, i Green Day si scusarono ed annunciarono che Billie Joe sarebbe entrato in riabilitazione per riposarsi e disintossicarsi.
Partecipanti: Shakira, Taylor Swift, Bon Jovi, Rihanna, Green Day, Aerosmith, Brad Paisley, Pitbull, Linkin Park, Lil Wayne, Pink (cantante), Jason Aldean, No Doubt, Swedish House Mafia, Miranda Lambert (con Pistol Annies), Mary J. Blige, Deadmau5, Enrique Iglesias e Calvin Harris.
Ospiti: Wonder Girls, Ne-Yo, Sammy Adams, Prince, Gerard Way e Psy

### 2013
La terza edizione si è svolta nei giorni 20 e 21 settembre 2013.
Partecipanti: Benny Benassi, Chris Brown, J. Cole, Fun., Elton John, Muse, Queen + Adam Lambert, Katy Perry, The Summer Set, Robin Thicke, Tiësto, Keith Urban, Ylvis, Miley Cyrus, Drake, Kesha, Maroon 5, Bruno Mars, Paul McCartney, Tim McGraw, Thirty Seconds to Mars, Phoenix, Justin Timberlake, Zedd, AWOLNATION, The Band Perry, Jason Derulo, Avril Lavigne, Cher Lloyd, Krewella, Twenty One Pilots, Pete Tong, Ne-Yo, Danity Kane, The Wanted.
Ospiti: Miguel, TLC e Juicy J.

## iHeartRadio Music Awards
Nel maggio 2014 allo Shrine Auditorium, a Los Angeles, si sono tenuti i primi iHeartRadio Music Awards.

## iHeartRadio Latin Fiesta Latina
iHeartMedia, la società di iHeartRadio produrrà per la prima volta un festival musicale latino in collaborazione con Live Nation e Billboard.IL Latin Fiesta Latina si terrà il 22 novembre 2014 al The Forum di Los Angeles e sarà caratterizzato da esibizioni di Ricky Martin, Daddy Yankee, Prince Royce, Roberto Tapia, Alejandra Guzmán, La Original Banda el Limón feat. Voz a Voz, e Jesse & Joy.